# دوري كرة القدم الإنجليزي 1948–49
دوري كرة القدم الإنجليزي 1948–49 (بالألمانية: Football League First Division 1948/49) هو موسم من دوري كرة القدم الإنجليزي. أقيم خلال الفترة 21 أغسطس 1948 وحتى 7 مايو 1949، وفاز فيه نادي بورتسموث.